# David Flusser
David Flusser (hebraico : דוד פלוסר; nascido em 1917; falecido em 2000) foi um professor da Universidade Hebraica de Jerusalém de Cristianismo Primitivo e Judaísmo do período do Segundo Templo. Flusser foi membro da Academia de Ciências e Humanidades de Israel e recebeu o Prêmio Israel em 1980 por suas contribuições ao estudo da história judaica.